# Murray McBride
Pour les articles homonymes, voir McBride.
Murray Arndell McBride (né le 28 avril 1935) est un homme politique canadien de l'Ontario. Il est député fédéral libéral de la circonscription ontarienne de Lanark et Renfrew et de Lanark—Renfrew—Carleton de 1968 à 1972.

## Biographie
Né à Westmeath en Ontario, McBride sert comme adjoint exécutif du ministre des Postes de 1973 à 1974 et du ministre des Consommateurs et des Affaires corporatives de 1974 à 1976. Il est ensuite vice-président et directeur général de Farm Credit Corporation of Canada de 1976 à 1978 et président de la Canadian Egg Marketing Agency de 1978 à 1979.
Élu en 1968, il ne siège qu'un seul mandat en raison de sa défaite en 1972. Il tente sans succès un retour dans High Park—Humber Valley en 1974.